# Dante Parini
Parini estudou na Academia di Brera sob a orientação de mestres Enrico Butti, juntamente com Giannino Castiglioni, que se tornou seu amigo partilha de ideias e projectos.
Foi sobretudo um escultor de monumentos aos soldados caídos de guerras mundiais e monumentos sepulcrais, seguindo o exemplo de seu mestre Butti com grande capacidade técnica e estilo pessoal.
É a fonte de monumentos seguida em 1924 na Gran Paradiso Square, em Milan em memória dos caídos do Niguarda. Eles pertencem a ele, entre outros, os memoriais de guerra de Tarquinia, o animado pelo sentimento profundo e sofrimento da humanidade, eo monumento aos soldados caídos na guerra de Induno Olona. A escultura remonta à Segunda Guerra Mundial, com o trabalho de Parini por uma comissão de 'Associação Nacional de combatentes e veteranos e' National Association Alpine de licença, que queria restaurar o projeto antigo de um anterior monumento, com uma nova estátua de bronze representando neste momento, mas um simples soldado.
Algumas de suas obras estão em Milan Monumental Cemetery em Santuário de San Felice (Parabiago) e no cemitério de Sarzana.
Durante sua longa vida, ele participou em várias exposições internacionais.
Em 1924, ele teve o diploma de sócio honorário de Academia di Brera.
Ele foi o primeiro prefeito de Brusimpiano, após o fim da II Guerra Mundial.

## Prêmios e decorações
- Héroe de guerra, Medalha de Valor Militar (Medaglia al Valor militare), 1942 pelo mérito de heroísmo em combate.
- A cidade de Brusimpiano (Varese), dedicou a titulação de uma rua do centro principal: Via Dante Parini.
- A cidade de Varese ele sobre a titulação de uma escola estudante do ensino médio.
- L 'di Brera Academy concedeu-lhe o título de membro honorário diploma.

## Arte
- Fontana-monumento ai Caduti, na memória dos caídos do Niguarda (1924), Piazza Gran Paradiso, Milão.
- Monumento na memória dos caídos do Tarquinia, (1924).
- Monumento ai caduti, monumento na memória dos caídos do Induno Olona, (1924).
- Monumento ai caduti, monumento na memória dos caídos do Brusimpiano, cobre escultura de base de pedra, (1924).
- Ritratto di Bianca Maria Visconti, busto de mármore, Raccolte d'arte dell'Ospedale Maggiore Milão, (1941), 53 cm x 37 cm x 73 cm, curatore Luciano Caramel.[5]